# Jacopone da Todi
Jacopone da Todi, även Jacobus de Benedictis eller Jacopone Benedetti, född omkring 1230 i Todi, hertigdömet Spoleto, död 1306 i Collazzone, var en italiensk skald, mest känd för texten Stabat mater, som brukar tillskrivas honom.

## Biografi
Jacoponde da Todi var, såsom född adlig och efter studier vid universitetet i Bologna, en rik advokat. Vid femtioårsåldern blev han franciskanmunk; efter att hans hustru dött under en nöjestillställning när golvet rasade, levde han chockad därav i tio år som asket, och gick därefter i kloster (1278).
Jacopone tillhörde en grupp franciskaner, de så kallade spiritualerna, som sökte botgöring i högre grad än mystik. Denna grupp ogillades av påve Bonifatius VIII. Av den anledningen försökte Jacopone få påven avsatt samt skrev en satirisk dikt om honom, och han blev därför exkommunicerad. År 1298 hamnade han i fängelse efter en öppen strid mellan franciskanerna om Palestrina, och undantogs från den allmänna amnestin som påven utfärdade mot fångar jubelåret 1300.
Först 1303, efter påvens död, frisläpptes Jacopone. Han slog sig då ner i klostret i den lilla staden Collazzone, där han avled efter tre års frihet. Han var vid sin död känd runt om i Italien som predikant och för sin kamp mot vad han uppfattade som synd och korruption i kyrkan, och tillhörde dem som menade att tidens svält och farsoter berodde på påvedömets världslighet. Dante placerade Jacopone i himlen i sin Divina Commedia.
Han är känd som författare till Laude, religiösa hymner, sammanlagt omkring 100 stycken, vari han gav uttryck åt tidens himmelslängtan och asketism, och av vilka flera tillkom under hans fångenskap. Även latinska kyrkliga dikter tillskrivs honom, bland annat den för sin gripande känslostyrka berömda, ofta tonsatta Stabat mater, som sedan 1700-talet ingår i den romerska liturgin. Några av hans "laude" är dialogiserade, han författar på umbriska, och således är han förelöpare till dramadiktningen, och allt författande, på italienska.